# VG-11
La  VG-11  es una carretera nacional española que tiene una longitud aproximada de 5 km, sirve de acceso oeste a la ciudad de Vitoria desde la Autovía del Norte  A-1 . Varios tramos de su recorrido están desdoblados. Originalmente era un tramo perteneciente a la  N-I  que fue renombrado como  N-102 , denominación que se mantuvo hasta 2019, año en que se modificó nuevamente para adoptar la actual.

## Tramos
| Denominación | Tramo                                                            | Año servicio | km    |
| ------------ | ---------------------------------------------------------------- | ------------ | ----- |
| VG-11        | Rotonda de la Antonia - Ibaia A-4303                             | 1966         | 1,7   |
| VG-11        | Ibaia A-4303 - Ariñez A-1 Enlace al parque empresarial de Júndiz | 1967 2002    | 4,5 - |

## Trazado
| Velocidad | Esquema | Número de Salida | Sentido Vitoria   | Sentido Madrid    | Carretera que enlaza |
| --------- | ------- | ---------------- | ----------------- | ----------------- | -------------------- |
|           |         |                  |                   |                   | A-1                  |
|           |         | 344              | Zumeltzu / Ariñez | Zumeltzu / Ariñez | A-4102 A-4360        |
|           |         |                  |                   |                   |                      |
|           |         |                  |                   |                   | A-4164 A-4303        |
|           |         |                  |                   |                   |                      |
|           |         |                  |                   |                   | A-4101 A-4303        |